# Ніклас Кронвалль
Ніклас Кронвалль (швед. Niklas Kronwall, нар. 12 січня 1981, Стокгольм) — шведський хокеїст, захисник. В минулому гравець збірної команди Швеції.
Його молодший брат Стаффан Кронвалль також хокеїст.
Олімпійський чемпіон. Володар Кубка Стенлі.

## Ігрова кар'єра
Вихованець хокейного клубу «Гуддінге» ІК, де і розпочав кар'єру 1998 року. З наступного сезону захищає кольори столичного «Юргордена».
2000 року був обраний на драфті НХЛ під 29-м загальним номером командою «Детройт Ред-Вінгс». 
У сезоні 2003/04 Ніклас відіграв 20 матчів у складі «Детройт Ред-Вінгс», більшу частину сезону провів у складі фарм-клубу «Гранд-Репідс Гріффінс» (АХЛ). 
Через локаут, сезон 2004/05 Кронвалль провів знову захищаючи кольори «Гранд-Репідс Гріффінс». Після завершення якого отримав Нагороду Едді Шора, як найкращий захисник Американської хокейної ліги.
У вересні 2005 під час виставкового матчу проти «Колорадо Аваланч» отримав травму, тому пропустив більшу частину сезону пропустив.
У сезоні 2007/08 Ніклас у складі «червоний крил» здобув Кубок Стенлі і став членом Потрійного золотого клубу: виграв чемпіонат світу, став Олімпійським чемпіоном і відтепер додав до цього списку Кубок Стенлі.
27 грудня 2010, Кронвалль допоміг команді та воротареві Крісу Осгуду отримати свою 400-ту перемогу, закинувши переможну шайбу в матчі проти «Колорадо Аваланч» 4–3 в овертаймі.
31 жовтня 2011, Кронвалль та «Детройт» погодились укласти семирічний контракт. 
Після завершення кар'єри найкращого захисника команди Нікласа Лідстрема Кронвалль стає першим номером серед захисників клубу.
У сезоні 2013/14 Ніклас став найрезультативнішим гравцем «червоних крил» та увійшов до когорти захисників «Ред-Вінгс», які досягали таких результатів Ріда Ларсона, Бреда Парка, Пол Коффі та Нікласа Лідстрема.
3 грудня 2015, Кронвалль зіграв свій 700-й матч у складі «червоних крил», ставши шостим захисником в історії «Детройту», долучився до компанії, яку склали Ніклас Лідстрем, Марсель Проново, Ред Келлі, Рід Ларсон та Гері Бергмен.
Сезон 2016/17 став неповним для Нікласа через травму отриману 19 січня 2016 та операцію на коліні внаслідок цієї травми.
Наступний сезон став знаковим для шведа. 20 жовтня 2017 року він зіграв свою 800-у гру в матчі НХЛ проти Вашингтон Кепіталс та набрав 400-е очко в переможній грі 5–2 над Піттсбург Пінгвінс 27 березня 2018 року.
3 вересня 2019 року Кронвалль оголосив про завершення кар'єри.

## Збірна
Був гравцем молодіжної збірної Швеції, у складі якої брав участь у 25 іграх.
У складі національної збірної Швеції провів 42 матчі. 

## Нагороди та досягнення
- Чемпіон Швеції в складі «Юргорден» — 2000, 2001.
- Нагорода Едді Шора — 2005.
- Володар Кубка Стенлі в складі «Детройт Ред-Вінгс» — 2008.
- Потрійний золотий клуб — 2008.

## Статистика

### Клубні виступи
| Сезон              | Клуб                    | Ліга               | Регулярний сезон | Регулярний сезон | Регулярний сезон | Регулярний сезон | Регулярний сезон | Плей-оф | Плей-оф | Плей-оф | Плей-оф | Плей-оф |
| Сезон              | Клуб                    | Ліга               | І                | Г                | П                | О                | ШХ               | І       | Г       | П       | О       | ШХ      |
| ------------------ | ----------------------- | ------------------ | ---------------- | ---------------- | ---------------- | ---------------- | ---------------- | ------- | ------- | ------- | ------- | ------- |
| 1998–99            | «Гуддінге» ІК           | Шве-2              | 24               | 1                | 1                | 2                | 24               | —       | —       | —       | —       | —       |
| 1999–00            | «Юргорден»              | Елітсерія          | 37               | 1                | 4                | 5                | 16               | 8       | 0       | 0       | 0       | 8       |
| 2000–01            | «Юргорден»              | Елітсерія          | 31               | 1                | 9                | 10               | 32               | 15      | 0       | 1       | 1       | 8       |
| 2001–02            | «Юргорден»              | Елітсерія          | 48               | 5                | 7                | 12               | 34               | 0       | 0       | 0       | 0       | 0       |
| 2002–03            | «Юргорден»              | Елітсерія          | 50               | 5                | 13               | 18               | 46               | 12      | 3       | 2       | 5       | 18      |
| 2003–04            | «Детройт Ред-Вінгс»     | НХЛ                | 20               | 1                | 4                | 5                | 16               | —       | —       | —       | —       | —       |
| 2003–04            | «Гранд-Репідс Гріффінс» | АХЛ                | 25               | 2                | 11               | 13               | 20               | —       | —       | —       | —       | —       |
| 2004–05            | «Гранд-Репідс Гріффінс» | АХЛ                | 76               | 13               | 40               | 53               | 53               | —       | —       | —       | —       | —       |
| 2005–06            | «Детройт Ред-Вінгс»     | НХЛ                | 27               | 1                | 8                | 9                | 28               | 6       | 0       | 3       | 3       | 2       |
| 2005–06            | «Гранд-Репідс Гріффінс» | АХЛ                | 1                | 0                | 0                | 0                | 0                | —       | —       | —       | —       | —       |
| 2006–07            | «Детройт Ред-Вінгс»     | НХЛ                | 68               | 1                | 21               | 22               | 54               | —       | —       | —       | —       | —       |
| 2007–08            | «Детройт Ред-Вінгс»     | НХЛ                | 65               | 7                | 28               | 35               | 25               | 22      | 0       | 15      | 15      | 18      |
| 2008–09            | «Детройт Ред-Вінгс»     | НХЛ                | 80               | 6                | 45               | 51               | 50               | 23      | 2       | 7       | 9       | 33      |
| 2009–10            | «Детройт Ред-Вінгс»     | НХЛ                | 48               | 7                | 15               | 22               | 32               | 12      | 0       | 5       | 5       | 12      |
| 2010–11            | «Детройт Ред-Вінгс»     | НХЛ                | 77               | 11               | 26               | 37               | 36               | 11      | 2       | 4       | 6       | 8       |
| 2011–12            | «Детройт Ред-Вінгс»     | НХЛ                | 82               | 15               | 21               | 36               | 38               | 5       | 0       | 2       | 2       | 4       |
| 2012–13            | «Детройт Ред-Вінгс»     | НХЛ                | 48               | 5                | 24               | 29               | 44               | 14      | 0       | 2       | 2       | 4       |
| 2013–14            | «Детройт Ред-Вінгс»     | НХЛ                | 79               | 8                | 41               | 49               | 44               | 5       | 1       | 1       | 2       | 0       |
| 2014–15            | «Детройт Ред-Вінгс»     | НХЛ                | 80               | 9                | 35               | 44               | 40               | 6       | 0       | 2       | 2       | 4       |
| 2015–16            | «Детройт Ред-Вінгс»     | НХЛ                | 64               | 3                | 23               | 26               | 30               | 5       | 0       | 1       | 1       | 8       |
| 2016–17            | «Детройт Ред-Вінгс»     | НХЛ                | 57               | 2                | 11               | 13               | 32               | —       | —       | —       | —       | —       |
| 2017–18            | «Детройт Ред-Вінгс»     | НХЛ                | 79               | 4                | 23               | 27               | 36               | —       | —       | —       | —       | —       |
| 2018–19            | «Детройт Ред-Вінгс»     | НХЛ                | 79               | 3                | 24               | 27               | 40               | —       | —       | —       | —       | —       |
| Усього в Елітсерії | Усього в Елітсерії      | Усього в Елітсерії | 166              | 12               | 33               | 45               | 128              | 35      | 3       | 3       | 6       | 34      |
| Усього в НХЛ       | Усього в НХЛ            | Усього в НХЛ       | 953              | 83               | 349              | 432              | 564              | 109     | 5       | 42      | 47      | 89      |

### Збірна
| Рік                | Команда            | Турнір             | Місце              | І  | Г | П  | О  | ШХ |
| ------------------ | ------------------ | ------------------ | ------------------ | -- | - | -- | -- | -- |
| 1998               | Швеція             | ЮЧЄ                | 1                  | 6  | 1 | 2  | 3  | 6  |
| 1999               | Швеція             | ЮЧС                | 2                  | 7  | 0 | 4  | 4  | 10 |
| 2000               | Швеція             | МЧС                | 5-е                | 7  | 5 | 1  | 6  | 10 |
| 2001               | Швеція             | МЧС                | 4-е                | 5  | 0 | 1  | 1  | 2  |
| 2003               | Швеція             | ЧС                 | 2                  | 5  | 0 | 0  | 0  | 4  |
| 2005               | Швеція             | ЧС                 | 4-е                | 9  | 3 | 3  | 6  | 10 |
| 2006               | Швеція             | ОІ                 | 1                  | 2  | 1 | 1  | 2  | 8  |
| 2006               | Швеція             | ЧС                 | 1                  | 8  | 2 | 8  | 10 | 10 |
| 2010               | Швеція             | ОІ                 | 5-е                | 4  | 0 | 0  | 0  | 2  |
| 2012               | Швеція             | ЧС                 | 6-е                | 8  | 1 | 0  | 1  | 4  |
| 2014               | Швеція             | ОІ                 | 2                  | 6  | 0 | 2  | 2  | 4  |
| Молодіжна збірна   | Молодіжна збірна   | Молодіжна збірна   | Молодіжна збірна   | 25 | 6 | 8  | 14 | 28 |
| Національна збірна | Національна збірна | Національна збірна | Національна збірна | 42 | 7 | 14 | 21 | 42 |